# Lunettes pour tous
Lunettes Pour Tous est une enseigne française d'optique fondée en 2014 par Paul Morlet et Xavier Niel. Contrairement aux opticiens classiques, le modèle économique de l'enseigne se base sur de faibles marges commerciales compensées par un volume important de ventes. La présence d'ateliers de confection avec une grande part d'automatisation lui permet également de proposer des lunettes disponibles en quelques minutes.
L'entreprise compte 28 magasins d'optiques dans seize villes de France et emploie 420 salariés pour un chiffre d'affaires de 38 millions d'euros en 2022. Elle a également ouvert ses premiers magasins à l'étranger, en Belgique.

## Historique
Paul Morlet crée Lunettes Pour Tous en 2014, après avoir été repéré par Xavier Niel grâce à sa première entreprise, qui lui demande d'inventer un concept de lunettes de vue à bas coût, alors que le modèle optique français est le plus cher du monde. Il avait auparavant créé une société de vente de lunettes publicitaires et personnalisables, après un brevet d'études professionnelles en électricité. Le patron d'Iliad investit alors un million d'euros dans le projet pour monter à 50 % du capital de l'entreprise. Le premier magasin ouvre à Paris cette année-là. Le concept de « lunettes à 10 € prêtes en 10 minutes » devient le slogan affiché publiquement par l'entreprise. Suivent en 2015 des ouvertures de boutique à Lyon et Marseille.
Lunettes Pour Tous a réalisé en 2017 un chiffre d'affaires de 21 millions d'euros, ce qui correspond à la vente de 500 000 lunettes pour une part de marché de 3,5 %. L'année suivante, l'enseigne compte sept boutiques en France, à Paris, Lyon, Marseille, Bordeaux, Rennes, Lille et Toulouse,. À cette époque, l'entreprise enregistre une croissance de 10 % par mois et projette d'ouvrir en moyenne un magasin tous les trente jours dans d'autres grandes villes telles que Nantes, Montpellier, Nice et Strasbourg,.
En 2019, Lunettes Pour Tous produit vend pour panier moyen de 42 euros, contre 450 euros chez un opticien traditionnel.
En décembre 2020, Mediapart rapporte, au terme d'une enquête de trois mois s'appuyant sur une vingtaine de témoignages de salariés et sur des documents, que Paul Morlet recourt à un management par la peur, tient des propos vexatoires et sexistes et adopte des pratiques de discrimination raciale envers ses employés.
Lunettes Pour Tous compte 23 magasins d'optiques dans seize villes de France et emploie 420 salariés pour un chiffre d'affaires de 38 millions d'euros en 2022, avec l'ambition de monter à 130 en 2025. L'enseigne lance cette année-là son premier magasin en Belgique, à Bruxelles, avant une expansion en Espagne et aux Pays-Bas. Elle lance également son premier magasin itinérant, un autobus dans lequel les habitants des zones rurales retrouvent les mêmes services que dans les magasins classiques.

## Service
Contrairement à la majorité des opticiens, Lunettes Pour Tous produit ses verres directement dans ses magasins, au rythme d'environ 250 paires par jour. L'entreprise achète aux fabricants, sans passer par des intermédiaires, verres et montures. Ces dernières sont produites en Chine et les verres par Essilor en République tchèque. Son modèle d'entreprise repose sur les volumes de ventes, avec une marge commerciale réduite, là où les opticiens classiques réalisent en 2018 une marge de 67 % en moyenne.
Lunettes Pour Tous propose en magasin un bilan visuel complet réalisé par un opticien diplômé, gratuitement et sans rendez-vous. Chaque magasin possède une machine permettant la prise de vue, et un atelier juxtaposé permet de fournir les lunettes directement après le rendez-vous. Cela grâce un important stock de verres présent dans chaque magasin et à des machines, co-développées par l'entreprise, taillant et montant les verres sur les montures en quelques minutes.
Environ 1 000 modèles sont disponibles en magasin, pour une gamme de prix allant de 10 à 50 euros. L'entreprise propose des traitements de surface de trois types : le basic avec des verres anti-rayures, le premium pour des verres traités anti-rayures et anti-reflets et le traitement digital protect proposant les deux précédents ainsi qu'une protection contre la lumière bleue des écrans.